# 미타라이정
미타라이정(御手洗町)은 히로시마현 도요타군에 있던 정이다. 현재의 구레시에 해당한다.

## 참고문헌
- 가도카와 일본 지명 대사전 34 広島県
- 『市町村名変遷辞典』東京堂出版、1990年。